# Уссурийское высшее военное автомобильное командное училище
Дальневосто́чное вы́сшее вое́нное автомоби́льное кома́ндно-инжене́рное учи́лище (сокращённо ДВВАКИУ) — военное учебное заведение в СССР и России, существовавшее с 1947 по 2007 год. Было основано в Ромнах в 1947 году как 3-е вое́нное автомоби́льное учи́лище, а в 1958 году было переведено в город Уссурийск Приморского края, где в дальнейшем и находилось. Оно наиболее известно под названием Уссури́йское вы́сшее вое́нное автомоби́льное кома́ндное учи́лище (сокращённо УВВАКУ), которое носило с 1969 по 1998 год. Училище осуществляло подготовку офицеров автомобильных войск с высшим военно-специальным образованием для всех родов войск вооружённых сил СССР и Российской Федерации. Помимо офицеров-автомобилистов, в УВВАКУ осуществлялась подготовка разведчиков, радистов и многих других военных специалистов. С 1960 года на УВВАКУ стала возлагаться боевая задача по прикрытию участка государственной границы. В 2005 году училище было включено в список 10 лучших военных учебных заведений Министерства обороны РФ. Учебная база училища позволяла осуществлять подготовку до 2 тысяч курсантов. За свою историю УВВАКУ подготовило 18 212 офицеров автомобильной службы, из которых 5 стали генерал-полковниками, 8 — генерал-лейтенантами и 51 — генерал-майорами. В 2024 году Совет ветеранов УВВАКУ направил на имя президента России В. В. Путина и высшего руководства страны открытое письмо с просьбой восстановить училище.

## Образование и первые выпуски
Образование училища было связано с существовавшей в послевоенные годы потребностью в подготовке офицеров-автомобилистов для всех родов войск и видов Вооружённых сил, а также с поступлением большого количества автотракторной техники в войска. Официальной датой образования училища считается 24 октября 1947 года, когда на основании приказа Министра вооружённых сил СССР № 079 на базе 5-го отдельного учебного автомобильного полка, дислоцированного в городе Ромны Сумской области и занимавшегося подготовкой водителей для нужд фронта в годы войны, было образовано 3-е военное автомобильное училище. Сам полк был сформирован в августе 1941 года и принял участие в Сталинградской и Курской битвах, а с 1944 года был размещён в Ромнах и занимался исключительно подготовкой военных автомобилистов.
5 февраля 1948 года в училище началось обучение двух батальонов по программе подготовки офицеров-специалистов автотракторной службы. Первым командиром училища был назначен полковник А. В. Шевелёв, уже имевший опыт руководства военными учебными заведениями. На момент образования 3-го военного автомобильного училища 70 % его личного состава прошли фронты Великой Отечественной войны, а командиром одной из курсантских рот был Герой Советского Союза майор Н. В. Баль. Курсанты принимали участие в создании первоначальной материальной базы училища. В декабре 1949 года в училище состоялся первый выпуск — офицеры-автомобилисты окончили двухгодичную программу обучения, и каждому из них была присвоена квалификация техника-механика по эксплуатации и ремонту автомобилей и гусеничных машин. В октябре 1950 года состоялся второй выпуск, но уже по программе трёхгодичного обучения. В 1953 году в училище было завершено строительство учебного тактического поля, классов тактики и автотракторной службы, что позволило проводить занятия по любой теме учебной программы общевойскового цикла.

## Период в Уссурийске
В мае 1958 года Министр обороны СССР принял решение о передислокации ряда военных автомобильных училищ на Дальний Восток с целью укрепления дальневосточных рубежей страны — под переброску попало и 3-е военное автомобильное училище города Ромны. С июня по август 1958 года его личный состав был переведён в город Уссурийск Приморского края: училище вошло в состав Дальневосточного военного округа и было переименовано в Дальневосточное военное автомобильное училище. Училище было расквартировано в Западном военном городке на базе расформированных частей 3-й гвардейской механизированной дивизии. Первый набор курсантов в Уссурийске состоялся в августе 1958 года, а первый выпуск — в декабре того же года.
В 1965 году училище было переименовано в Уссурийское военное автомобильное училище, а в конце того же года курсанты 3-го курса совершили 1000-километровый марш — первый подобный в истории училища. В апреле 1969 года на основании директивы Генерального штаба ВС СССР оно было преобразовано в высшее учебное заведение и переименовано в Уссурийское высшее военное автомобильное командное училище (сокращённо УВВАКУ). Его главной задачей стала подготовка офицеров автомобильной службы. В том же году в соответствии с директивой Генерального штаба Вооружённых сил СССР училище перешло на 4-летний срок обучения. В апреле 1970 года в связи с переходом на высший профиль обучения и возросшей потребностью войск в выпускниках автомобильных училищ был произведён дополнительный набор курсантов с законченным средним техническим образованием. Всех их зачислили на третий курс со сроком обучения 14 месяцев.
С сентября 1993 года, согласно новой концепции развития военного образования, командование училища начало планомерный переход с 4-летнего командного на 5-летний командно-инженерный профиль обучения, что потребовало переработки всей методической документации на кафедрах. 3-й батальон курсантов УВВАКУ стал первым, кто приступил к обучению по новому профилю. В канун 50-летия училища состоялся последний выпуск курсантов, обучавшихся по старой 4-летней программе. По состоянию на лето 1996 года по 5-летней программе обучения занимались 1-й и 2-й курсы, а также две роты 3-го курса. Переход на 5-летний командно-инженерный профиль обучения, начавшийся при начальнике училища генерал-майоре М. Н. Веденееве, завершился уже при его преемнике, генерал-майоре М. А. Невдахе, а последний выпуск курсантов 4-летней программы состоялся в 1997 году.
В соответствии с Постановлением Правительства РФ от 29 августа 1998 года предполагалось, что к 1 января 2000 года училище будет полностью расформировано в рамках реформ армии. Однако его удалось тогда спасти от расформирования, а начальник Главного автобронетанкового управления Минобороны генерал-полковник С. А. Маев пообещал приложить все усилия для сохранения материально-технической базы. Было принято решение об образовании автомобильного факультета при Рязанском военном автомобильном институте на основе УВВАКУ. В марте 1999 года состоялся 51-й с момента образования училища выпуск лейтенантов, а 1 апреля того же года училище официально было преобразовано в Военный автомобильный факультет Рязанского военного автомобильного института.
8 июня 2000 года Военный автомобильный факультет был формально преобразован в филиал Рязанского военного автомобильного института в Уссурийске: тогда же началась подготовка офицеров не только по 5-летней программе обучения, но и по новой 3-летней программе (офицеры низшего звена). Официально филиал начал деятельность 1 декабря 2000 года: благодаря совершённому преобразованию Уссурийский филиал получил право открывать свои факультеты в городах Приморья. В 2004 году филиал снова приобрёл самостоятельность и был восстановлен как самостоятельное Дальневосточное высшее военное автомобильное командно-инженерное училище в соответствии с Распоряжением Правительства Российской Федерации от 9 июля 2004 года «в целях совершенствования системы подготовки офицеров Вооруженных Сил Российской Федерации». Всего училище меняло своё название шесть раз за свою историю существования. Последний раз профессорско-преподавательский состав училища успешно прошёл государственную аттестацию в 2005 году: 16 сентября того же года Комиссия министерства высшего образования Российской Федерации выдала училищу на ведение образовательной деятельности до 2010 года. По итогам проверки училище было включено в список 10 лучших военных учебных заведений Министерства обороны РФ. Учебная база училища позволяла осуществлять подготовку до 2 тысяч курсантов.

## Образовательный процесс

### Поступление

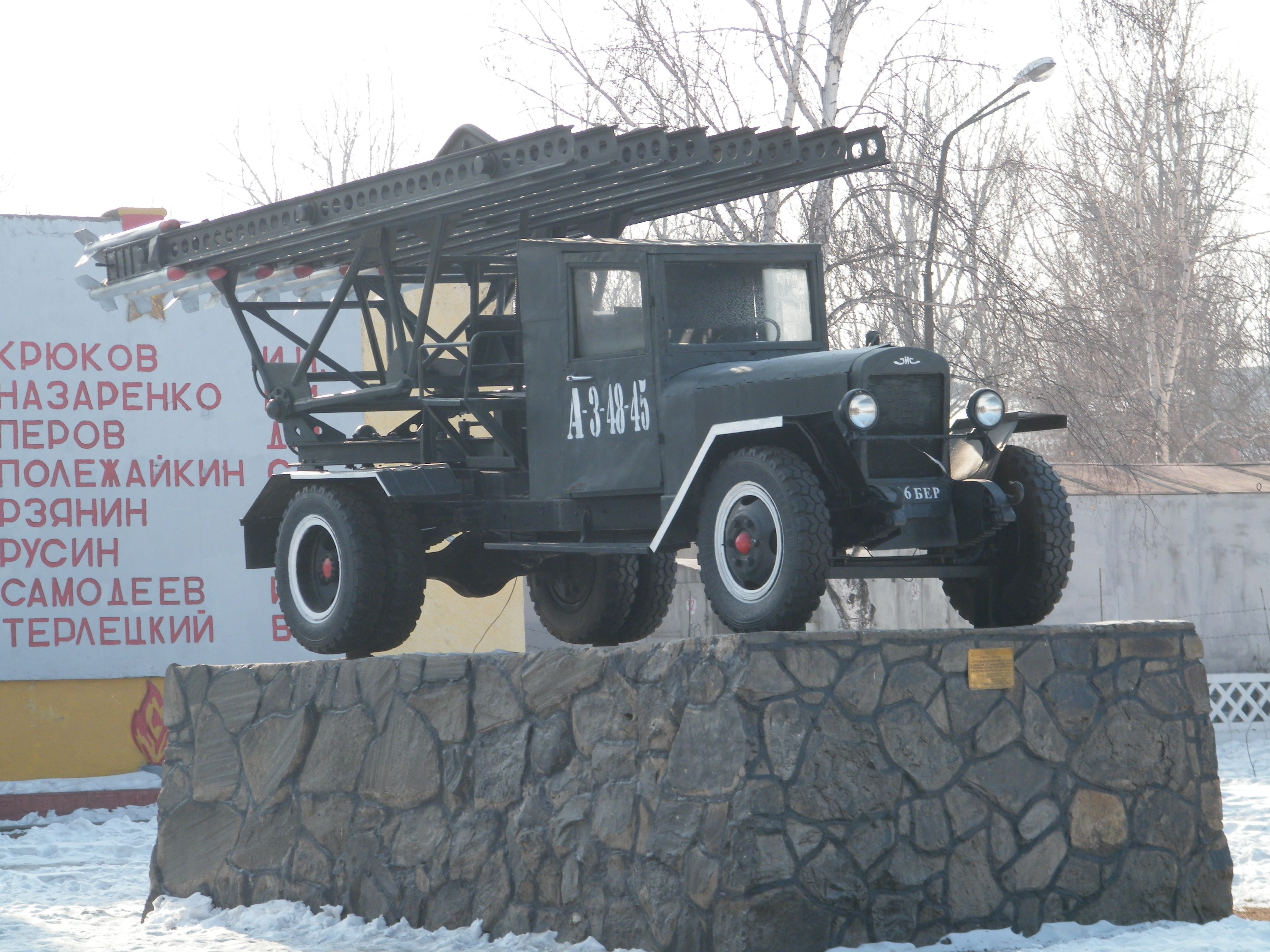
«Катюша» на шасси ЗИС-5. На заднем плане — фамилии 16 фронтовых водителей, имевших звание Героев Советского Союза

УВВАКУ занималось подготовкой высококвалифицированных офицеров-автомобилистов с высшим военно-специальным образованием для всех родов войск Вооружённых сил СССР. Наряду с Тихоокеанским высшим военно-морским училищем имени С. О. Макарова оно было одним из крупнейших в Приморском крае высших военных учебных заведений (с 1948 по 1972 годы — офицеров-автомобилистов со средним военно-специальным образованием). Кроме УВВАКУ, подготовку офицеров-автомобилистов в СССР также осуществляли Рязанское и Челябинское высшие военные автомобильныме инженерные училища и Самаркандское высшее военное автомобильное командное училище имени Верховного Совета Узбекской ССР. Помимо офицеров-автомобилистов, в УВВАКУ осуществлялась подготовка разведчиков, радистов и многих других военных специалистов.
В УВВАКУ принимались лица в возрасте от 17 до 21 года — из числа гражданской молодёжи, солдат, матросов, сержантов и старшин всех родов войск вне зависимости от специальности и срока службы, но обязательно с оконченным средним образованием. Все кандидаты сдавали вступительные экзамены по математике (письменно и устно), физике (устно), русскому языку и литературе (сочинение), а также проверяли свою физическую подготовку. Экзамены основывались на программе средней школы, физическая подготовка проверялась на основе конкретных норм ГТО СССР. Окончившие среднюю школу или ПТУ с медалью (отличием) сдавали всего один экзамен и в случае его сдачи на «отлично» освобождались от сдачи других экзаменов. При одинаковых оценках на экзаменах преимущественное право при поступлении имели лица, прибывшие по общесоюзным комсомольским путёвкам, а также выпускники юношеских военно-патриотических школ при военных училищах.
Начальник училища в 1999—2005 годах полковник А. Н. Герасимов в интервью владивостокскому телеканалу ПТР 2000 года сказал, что всем поступающим в УВВАКУ задавал вопрос о том, кем они хотят стать — офицером или инженером. Абитуриенту, который заявлял прямо о желании стать офицером, предлагалось выбирать между 3-летней и 5-летней программами обучения (подготовкой офицеров низшего или высшего звена). Если же кандидат заявлял о желании сначала получить инженерное образование и уже затем стать офицером, то ему почти всегда отказывали в поступлении. С 1990-х годов курсанты-первокурсники приносили воинскую присягу на центральной площади Уссурийска: в день принятия присяги проводился военный парад с участием исторической и современной автомобильной техники.

### Подготовка специалистов
Зачисленные на первый курс курсанты, которым предстояло принять военную присягу, перед началом учебного года проходили курс начальной военной подготовки. Обязательным элементом этого курса были учебные стрельбы. Как правило, в его рамках проводились три стрельбы, за которыми следовала четвёртая контрольная. Согласно результатам 1999 года, из 204 участников контрольной стрельбы положительную оценку получили 200 человек. Как будущий командир, выпускник УВВАКУ должен был разбираться в системах управления современных военных автомобилей, понимать принципы управления личным составом и техникой подразделения, а также уметь принимать решения как в мирное время, так и в боевой обстановке.
На лекционных занятиях, проводившихся на специальных кафедрах, курсанты получали фундаментальные сведения в области конструкции двигателей и электрооборудования колёсной и гусеничной техники. На практических занятиях они овладевали навыками по ремонту и эксплуатации техники, изучали правила дорожного движения и на специальных тренажёрах осваивали вождение армейских машин. Особое внимание уделялось практическим навыкам: для курсантов постоянно проводились комплексные занятия, в ходе которых они совершали многосуточные марши на дальние дистанции по трудным дорогам в сложных метеорологических условиях. В рамках таких маршей курсанты играли разные роли (командира автомобильного взвода, заместителя командира роты по технической части, специалиста автотракторной службы и другие), отрабатывая разные сценарии действий (например, прохождение условной зоны радиоактивного заражения). После перевода училища на высший профиль обучения началась подготовка нового поколения офицеров, которым предстояло обслуживать новую и более сложную автомобильную технику, поступившую на вооружение ракетных войск СССР
На плацу курсантами оттачивались элементы строевой подготовки (одиночной и в составе подразделений). Полевые занятия проводились в учебном центре: на них курсанты приобретали навыки действия солдат и командиров в боевой обстановке в различных ситуациях, осваивая стрельбу из всех разновидностей стрелкового оружия. С 1960 года, когда начальником училища стал В. В. Яксаргин, на УВВАКУ стала возлагаться боевая задача по прикрытию участка государственной границы, в связи с чем каждая курсантская рота за период обучения выезжала в свой сектор государственной границы по тревоге. В 1984—1987 годах, когда начальником училища был генерал-майор В. А. Коростелёв, обучение курсантов велось с учётом опыта войны в Афганистане. Курсанты 3-го и 4-го курсов вместе с частями 5-й армии участвовали в учениях, занимаясь восстановлением повреждённой военной техники. На общеобразовательных кафедрах курсанты усваивали инженерные знания, необходимые на специальных кафедрах, приобретали глубокие общенаучные знания в математике, физике, химии и технической механике, а также изучая иностранные языки. Физическую подготовку и выносливость они оттачивали на полосе препятствий, стадионе и в спортзале.
В связи с переводом училища с 4-летней на 5-летнюю программу обучения для курсантов 5-го курса был введён обязательный дипломный проект, что потребовало подготовки дополнительных преподавательских кадров, способных руководить дипломным проектом, и поиска базы для проведения преддипломной практики. При сдаче государственных экзаменов иногда выпускники выполняли дополнительные задания. Так, в 1996 году каждому курсантскому взводу требовалось развернуть полевую авторемонтную мастерскую ПАРМ-1, а роте — аналогичную мастерскую ПАРМ-3; курсанты исполняли обязанностей слесарей, механиков, электриков, сварщиков и аккумуляторщиков. В итоге весь выпуск успешно справился с поставленными задачами. В 2000 году начальник училища полковник А. Н. Герасимов сообщил о начале проведения эксперимента и наборе курсантов на обучение по 3-летней программе подготовки будущих офицеров низшего звена. Специалисты, оканчивавшие УВВАКУ по 3-летней программе, должны были уметь организовать грамотные ремонт и эксплуатацию автомобильной техники. При их обучении упор делался на практическую подготовку, которой не хватало у офицеров, учившихся по 5-летней программе.

### Выпускники
Всем выпускникам УВВАКУ присваивалось звание лейтенанта. С момента присвоения училищу статуса военного вуза его выпускникам выдавался диплом общесоюзного образца о наличии высшего инженерного образования и присваивалась квалификация «офицер с высшим военно-специальным образованием — инженер по эксплуатации и ремонту автомобильной техники». Им вручались нагрудный знак об окончании училища и удостоверение на право управления автомобильной техникой. В 1969 году состоялся первый выпуск офицеров с высшим военно-специальным образованием, в 1973 году — первый выпуск офицеров с высшим образованием по специальности «командная автомобильная эксплуатация и ремонт автотракторной техники»). В 2000 году начальник училища полковник А. Н. Герасимов, комментируя внедрение 3-летней программы подготовки будущих офицеров низшего звена, сообщил, что выпускникам этой программы полагались дипломы о наличии среднего специального образования. По состоянию на 2002 год в Уссурийском филиале Рязанского военного автомобильного института осуществлялось обучение офицеров по специальностям «автомобили и автомобильное хозяйство» и техников по специальности «техническое обслуживание и ремонт автомобильной техники»; выпускники по первой специальности получали звание лейтенанта и квалификацию «инженер».
Всего из УВВАКУ выпускались четыре вида специалистов: командир автомобильного взвода, старший инспектор Военной автомобильной инспекции, командир автомобильного взвода пограничных войск и командир автомобильного взвода внутренних войск. Фактически выпускники становились командирами автомобильного, ремонтного, эвакуационного взводов или заместителями командиров автомобильной роты, но приобретённые ими навыки и компетенции позволяли им в перспективе возглавить автомобильную службу батальона, дивизиона или полка на новых видах техники. В 1990-е годы курсантов, проявивших склонность к научно-исследовательской работе, оставляли на какое-то время в училище, направляя спустя несколько лет в адъюнктуру при Рязанском военном автомобильном институте. По состоянию на 2006 год 94 % курсантов училища были уроженцами Дальнего Востока и Сибири, а 73 % после распределения служили в войсках Дальневосточного военного округа. На 2005 год почти 75 % офицерского состава училища были его же выпускниками.
За свою историю УВВАКУ подготовило 18 212 офицеров автомобильной службы, из которых 5 стали генерал-полковниками, 8 — генерал-лейтенантами и 51 — генерал-майорами. В период с 1948 по 1972 годы училище окончили 41 будущий генерал, из них 7 генералов — выпускники 1962 года, что стало лучшим показателем за историю существования училища. Выпускники участвовали в боевых действиях на территории Афганистана, Чечни, Сирии и Украины; 18 выпускников УВВАКУ, участвовавших в войне в Афганистане, погибли или умерли вследствие полученных ранений; 4 выпускника погибли в ходе операций в Чечне. По данным на 1997 год, не менее сотни выпускников были отмечены боевыми орденами и медалями за проявленные мужество и героизм, более двух десятков к тому моменту имели звания генералов. В 1973 году четыре выпускника-отличника впервые получили золотые медали; в 1996 году 36 человек окончили училище с отличием, из них двое получили золотые медали.

## Научная деятельность
В училище поощрялась научная и изобретательская деятельность преподавателей и курсантов. Один из сотрудников училища подполковник В. Ф. Васильченков без отрыва от службы защитил диссертацию на звание кандидата технических наук. По состоянию на 1996 год на кафедрах училища работало девять кандидатов наук; к 1997 году не менее двух десятков выпускников училища получили степени кандидатов и докторов технических и военных наук; к 2007 году насчитывалось уже 10 выпускников со степенью доктора наук и более 100 — со степенью кандидата наук. В 2005 году около 65 % профессорско-преподавательского состава имели учёные степени и звания. Среди известных преподавателей — начальник кафедры, полковник Н. Д. Бриль; доцент, подполковник Н. Н. Добровольский; кандидат военных наук, доцент, полковник запаса В. И. Нерода; старший преподаватель, подполковник В. М. Хмельницкий; старший преподаватель, подполковник И. А. Ермаков; старший преподаватель, подполковник С. С. Манчепков и другие. При назначении преподавателей на вакантную должность в УВВАКУ обязательно учитывались наличие у кандидата учёной степени, подготовка им различных научных сообщений и разработка учебных пособий.
УВВАКУ являлось коллективным членом Академии транспорта Российской Федерации и Дальневосточного отделения Международной академии высшей школы. На базе училища проводились научно-методические конференции по проблемам обучения в высшей школе. С 1994 года училище активно сотрудничало с ведущими техническими вузами Приморского края и было представлено в Дальневосточном региональном учебно-методическом центре: начальник училища генерал-майор М. Н. Веденеев вошёл в состав президиума, а заместитель начальника по учебной работе, профессор полковник В. П. Коломиец возглавил совет центра. В течение 1995 года в училище было зарегистрировано 3 изобретения и более 130 рационализаторских предложений: по итогам года УВВАКУ было удостоено Почётной грамоты министра обороны РФ за успехи в изобретательской и рационализаторской работе.

## Спортивная и иная деятельность
Комсомольцы училища шефствовали над автомобильным клубом ДОСААФ, пятью школами, детским домом и профтехучилищем Уссурийска. Курсанты проводили военно-патриотическую работу среди школьников и участвовали в спортивных соревнованиях: в 1961 году по спортивно-массовым показателям училище занимало 3-е место в Вооружённых силах СССР. В частности, команда УВВАКУ становилась чемпионом Дальневосточного военного округа по автомобильному спорту, а курсанты попадали в число призёров чемпионата Вооружённых сил СССР. Ежегодно 29 мая в училище проводились торжественные мероприятия по случаю Дня военного автомобилиста.
Из иных видов спорта популярностью в УВВАКУ пользовались гиревой спорт, рукопашный бой и военное пятиборье: команды по этим видам спорта занимали лидирующие позиции не только в Приморском крае, но и Дальневосточном военном округе. В частности, летом 1998 года в рамках 45-й окружной спартакиады команда УВВВАКУ выиграла соревнования по военному пятиборью, а в личном первенстве среди женщин одержала победу также представлявшая УВВАКУ Ольга Петрова. Курсанты училища регулярно участвовали в олимпиаде по английскому языку, проводимой Школой педагогики Дальневосточного федерального университета.
Согласно традициям училища, каждый выпуск оставлял о себе какую-либо специфическую память. В частности, выпускниками 2005 года был построен и открыт фонтан на территории УВВАКУ. На каждом параде лейтенанты-выпускники, проходя торжественным маршем по плацу, дожидались момента, когда последняя шеренга пройдёт мимо командования училища, после чего подбрасывали в воздух предварительно собранные монеты, хором выкрикивая «И-и-и-и всё!» С 1997 года по традиции, заложенной М. А. Невдахом, ежегодно во время выпускных мероприятий проводился так называемый «автомобильный вальс» с участием автомобилей военных и послевоенных лет, которыми управляли курсанты училища. Последний подобный вальс состоялся в 2007 году, во время последнего выпуска УВВАКУ.

## Процедура расформирования

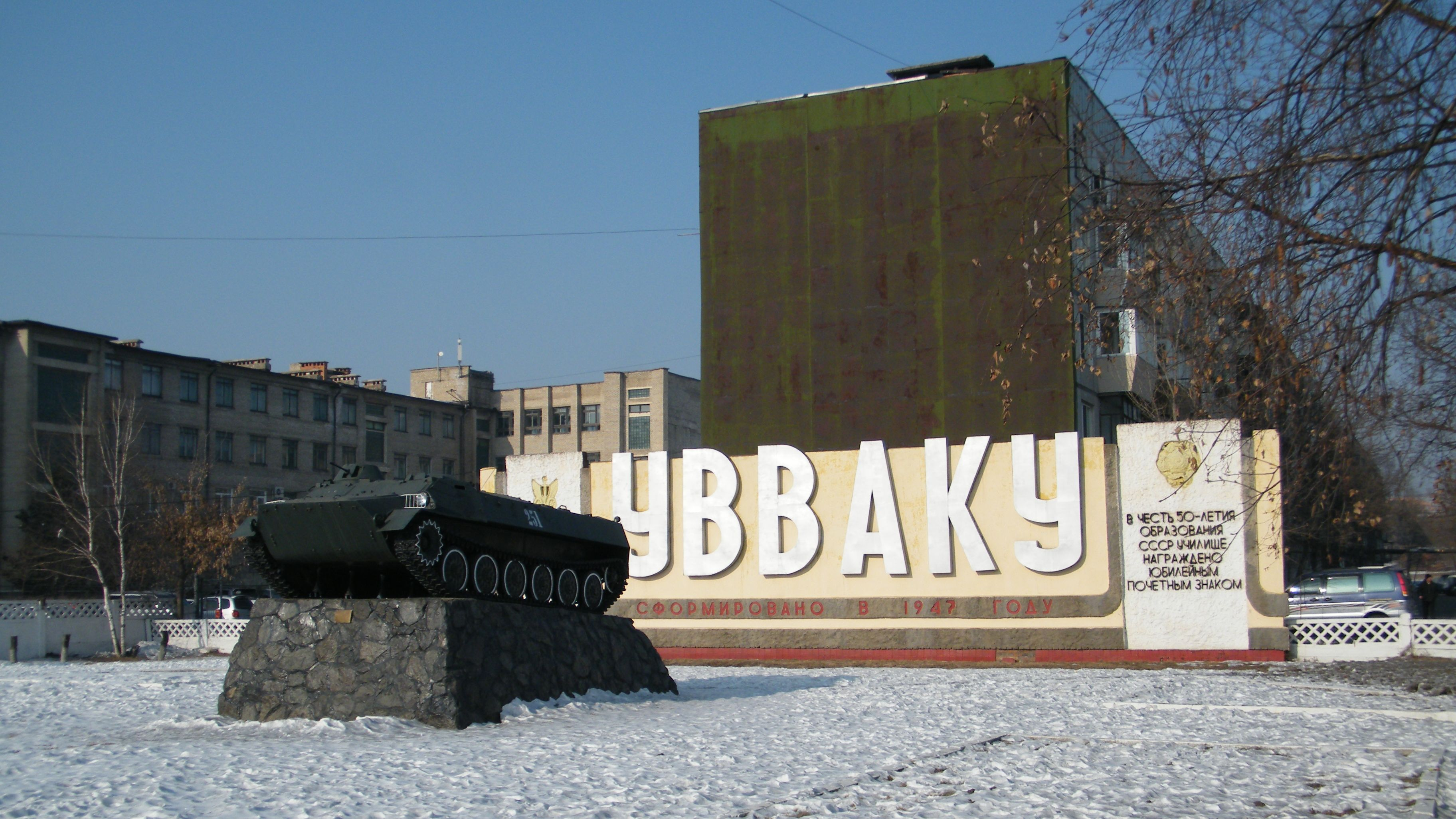
МТ-ЛБ на постаменте.

В мае 2002 года была утверждена Федеральная программа «Реформирование системы высшего образования в Российской Федерации на период до 2010 года», которая предусматривала реорганизацию и оптимизацию сети военных учебных заведений путём расформирования или объединения некоторых из них. Посещавший в 2000 и 2003 годах училище начальник Генерального штаба А. В. Квашнин во время своего второго визита высказал озабоченность возможной дальнейшей судьбой училища. Окончательное решение о ликвидации училища было принято после принятия постановления Правительства Российской Федерации № 805 от 26 декабря 2005 года. В соответствии с приказом Министра обороны РФ для реализации мероприятий второго этапа федеральной программы «Реформирование системы высшего образования в Российской Федерации на период до 2010 года» предполагалось ликвидировать Дальневосточное высшее военное автомобильное командно-инженерное училище к 1 декабря 2007 года (ранее указывались сроки до 1 сентября 2007 года). На основании распоряжения Министерства обороны было принято решение не организовывать в течение 2006 года набор курсантов.
Расформирование училища отчасти объяснялось тем, что на содержание существовавшего в то время количества военных вузов вместе с их материально-технической базой требовалось много денег, а система военного образования предполагала в те годы наличие армии с численностью личного состава намного большей, чем была у ВС РФ. Высказывалось мнение, что закрытие УВВАКУ не ударит по подготовке офицеров-автомобилистов, поскольку она параллельно успешно велась в Рязанском и Челябинском высших автомобильных училищах, к тому же именно за счёт перевода офицеров-автомобилистов в эти два института предполагалось «укрупнить» эти два училища. Однако многие выпускники и преподаватели УВВАКУ не были согласны с решением о расформировании училища и призывали сохранить УВВАКУ. У многих вызывал возмущение и негодование тот факт, что решение о ликвидации училища было принято в канун его 60-летия.
В начале 2006 года на имя премьер-министра Российской Федерации М. Е. Фрадкова и министра обороны Российской Федерации С. Б. Иванова поступили несколько обращений с призывами поспособствовать тому, чтобы училище удалось сохранить. В частности, эти обращения направили губернатор Приморского края С. М. Дарькин, Законодательное собрание Приморского края, депутат Государственной думы от Уссурийского избирательного округа С. П. Горячева, глава Уссурийского городского округа С. П. Рудица, депутаты Уссурийской городской думы и представители многих общественных организаций города и края. В апреле на письмо краевых депутатов пришёл ответ из Министерства обороны, в котором утверждалось, что сокращение числа военно-учебных заведений было обусловлено отчасти сокращением численности ВС РФ и кадрового заказа на подготовку офицеров в 2 — 2,5 раза. Однако прямого ответа на вопрос, почему под сокращение попало именно училище из Уссурийска, так и не было дано.
В июне уссурийские отделения КПРФ и ЛДПР подготовили пакеты документов и открытые письма, которые были направлены президенту России, премьер-министру и министру обороны России, а также руководителям обеих партий. В июле 2006 года во время визита заместителя председателя Совета Федерации РФ С. Ю. Орловой в Приморский край состоялась встреча с участием самой Орловой и ещё нескольких ведущих политиков края; инициатором встречи выступил депутат Законодательного собрания Приморского края Ю. М. Смирнов. В итоге участники встречи признали, что не смогут добиться отмены постановления, но отметили необходимость сохранения училища как базы для получения высшего образования по военным и гражданским специальностям и сохранения профессорско-преподавательского состава вуза. По словам председателя Законодательного собрания В. В. Горчакова, основным аргументом за расформирование училища, который привели представители Минобороны, была оптимизация расходов. Утверждалось, что вооружённым силам якобы «не нужно столько военных инженеров», поскольку и без учёта УВВАКУ все необходимые кадры успешно готовились в Рязанском и Челябинском высших военных автомобильных училищах.
Анонимный анкетный опрос среди выпускников 2006 года показал, что 22,9 % из них не собирались связывать свою дальнейшую жизнь с армией. 77,5 % выразили готовность служить до окончания первого контракта, но при этом 68,2 % из них намеревались уволиться из ВС в случае возникновения каких-либо социальных трудностей при прохождении службы. В то же время расформирование училища грозило потерей 2 тысяч бесплатных мест для получения высшего военного образования и ещё около тысячи рабочих мест. Однако к началу 2007 года уже стало ясно, что училище фактически прекратит своё существование летом, а 19 апреля того же года вышло распоряжение Правительства Российской Федерации о ликвидации училища.
Последний выпуск курсантов училища состоялся 12 июня 2007 года, который стал при этом 50-м выпуском, осуществлённым в Уссурийске. Последние дипломы об окончании УВВАКУ получили 177 человек (в том числе один золотой медалист — лейтенант Константин Вяткин); на выпуске присутствовало более 1200 выпускников училища прошлых лет. 30 июня в Москве состоялся сбор выпускников УВВАКУ, посвящённый 60-му, последнему выпуску офицеров-автомобилистов. 23 июля на строевом плацу ДВВАКИУ состоялось последнее построение личного состава для прощания с боевым знаменем: последний начальник училища генерал-майор А. И. Варакута официально зачитал Директиву Министра обороны РФ. Знамя было передано музею раритетных машин, действовавшему при училище. Формальная ликвидация учебного заведения состоялась 1 декабря 2007 года.

## Структура училища

### Кафедры и их размещение
До 1970 года в училище действовали четыре цикла обучения. После перевода УВВАКУ на высший профиль обучения в его составе были сформированы 13 кафедр. В последние годы существования училища в его структуре присутствовали следующие 14 кафедр:
- кафедра тактики;
- кафедра автомобильной службы[5][10];
- кафедра двигателей;
- кафедра физики и химии;
- кафедра электрооборудования;
- кафедра автомобильной техники;
- кафедра иностранных языков;
- кафедра ремонта автомобильной техники[5][10];
- кафедра эксплуатации автомобильной техники[5][10];
- кафедра ФиС;
- кафедра УПМВ[9];
- кафедра гуманитарных и социально-экономических дисциплин;
- кафедра прикладной механики;
- кафедра математики.

В главном учебном корпусе УВВАКУ размещались восемь кафедр (двигателей, электрооборудования, физики и химии, автомобильной службы, тактики, иностранных языков, математики, гуманитарных и социально-экономических дисциплин), учебный отдел училища, зал заседаний Учёного совета и Музей фауны Приморского края. В зданиях на Центральной аллее размещались учебная лаборатория, учебный корпус кафедры автомобильной техники и учебный корпус двух кафедр — эксплуатации автомобильной техники и прикладной механики. С 2005 года в части казарм на Центральной аллее размещалась кафедра УПМВ. Кафедра ремонта автомобильной техники располагалась в здании бывшей курсантской столовой, находившейся за пределами основных учебных корпусов.

### Сооружения и материально-техническая база
Корпуса училища после его переезда в Уссурийск располагались на улице Ленинградской с 1958 по 2007 годы, главный учебный корпус находился в доме 51-в по улице Ленинградской, на территории в/ч 24776. Общая площадь военного городка УВВАКУ составляла 50 га. Сам военный городок изначально состоял из 8 двухэтажных кирпичных казарм с печным отоплением, возведённых в 1902 году. Управление училища располагалось напротив курсантских казарм — в здании, также возведённом в 1902 году и использовавшемся в качестве штаба одной из воинских частей РИА. Для нужд училища в сентябре 1958 года курсантами первого набора был сооружён контрольно-пропускной пункт, а две казармы были переоборудованы под учебные корпуса. В 1960 году во все казармы и учебные корпуса было заведено водяное отопление. После расширения личного состава училища на один батальон был возведён новый учебный корпус и введена в эксплуатацию ещё одна казарма. В 1963 году была завершена реконструкция здания бывшей полковой церкви, служившего клубом училища: здание стало двухэтажным и приобрело современный вид. Спортивный комплекс УВВАКУ был построен в 1959 году и не менял с тех пор своего расположения.
После получения статуса военного вуза и перехода на 4-летний срок обучения училищу потребовалось не только изменить соответствующим образом программу обучения, но и решить ряд вопросов. К ним относились нехватка классов, лабораторного оборудования и учебной литературы на фоне выросшего количества курсантов. Для решения этих проблем в 1972 году был построен и введён в эксплуатацию новый 4-этажный учебный корпус с цокольным этажом, который стал главным учебным корпусом УВВАКУ. В 1973 году было введено в эксплуатацию 5-этажное общежитие для курсантов выпускного курса и построен новый стадион. Во время пребывания генерал-майора Н. И. Ерина на посту начальника УВВАКУ в строй были введены КТОР и крытые хранилища в автопарке, поликлиника, лазарет, курсантская чайная, магазин и стрелковый тир. Учебная и художественная библиотека с читальным залом и курсантское общежитие располагались в южной части военного городка. За линией учебных корпусов и казарм находились поликлиника с лазаретом, автомобильный парк, курсантская столовая на 1800 человек, типография (возведена в 1970 году на месте караульного помещения), площадка с тренажерами техники (кафедра двигателей), стрелковый тир и другие здания. В конце 1980-х годов появился также новый автодром: в развитие и обслуживании автодрома важный вклад внёс полковник В. И. Никитюк, который на протяжении 12 лет возглавлял службу вооружения УВВАКУ.
В конце 1980-х — начале 1990-х годов был введён в строй учебно-производственный ремонтный корпус площадью 4000 м² и началась реконструкция автомобильного парка. Тогда же в учебный процесс начали вводиться первые ЭВМ. Чтобы ускорить выполнение плана компьютеризации УВВАКУ, весной 1996 года один класс персональных компьютеров был предоставлен училищу Главным автобронетанковым управлением Министерства обороны. В 2000-е годы в училище уже существовали полноценные компьютерные классы. Значительную помощь в сохранении и расширении материально-технической базы оказывал губернатор Приморского края. В 2002 году по случаю 55-летия училища был открыт новый музей ретроавтомобилей, возведённый на месте бывшей библиотеки: его экспонатами были машины времён Великой Отечественной войны и военных лет, восстановленные усилиями курсантов. К 2004 году фонд учебной и художественной библиотек насчитывал до 130 тысяч экземпляров учебной, специальной и художественной литературы. Училище располагало хорошей лабораторией автомобильной техники и учебно-производственным комплексом, а свою учебно-материальную базу предоставляло и для студентов гражданских вузов.
Летом 2005 года на территории Дальневосточного высшего военного автомобильного командно-инженерного училища стараниями выпускников и командования училища православного исповедания была открыта войсковая часовня Казанской иконы Божией Матери. Инициатором устроения часовни выступил заместитель начальника училища полковник И. А. Мурог, помощь также оказал настоятель Уссурийского Покровского храма архимандрит Иннокентий (Третьяков). Освящение часовни совершил иеромонах РПЦ Венедикт (Лимонов).

## Начальники училища
Должности начальников училища занимали в разные годы следующие лица:
- 1947—1950: генерал-майор Алексей Васильевич Шевелёв
- 1950—1960: генерал-майор Василий Леонтьевич Нивинский
- 1960—1966: генерал-майор Василий Владимирович Яксаргин
- 1966—1971: генерал-майор Вячеслав Григорьевич Павлов
- 1971—1977: генерал-майор Василий Иванович Шумаев
- 1977—1983: генерал-майор Николай Иванович Ерин
- 1983—1987: генерал-майор Владимир Александрович Коростелёв
- 1987—1992: генерал-майор Дементий Фёдорович Салабай
- 1992—1994: генерал-майор Евгений Леонидович Рыбин
- 1994—1997: генерал-майор Михаил Николаевич Веденеев
- 1997—1999: генерал-майор Михаил Александрович Невдах
- 1999—2005: полковник Александр Николаевич Герасимов
- 2005—2007: генерал-майор Анатолий Иванович Варакута

## Территория училища после расформирования
Курсанты 3-го и 4-го курсов УВВАКУ были переведены в Челябинское и Рязанское военные автомобильные училища, где продолжила службу часть преподавательского состава УВВАКУ. Некоторые из сотрудников училища были переведены в иные высшие военные учебные заведения (в том числе в Омский автобронетанковый инженерный институт), другие уволились в запас, а третьи продолжили службу в других подразделениях.
На территории училища остались учебные корпуса, казармы и богатый автопарк. На фондах УВВАКУ 1 декабря 2007 года был сформирован 7-й региональный учебный центр, занимавшийся подготовкой прапорщиков и младших специалистов автомобильной службы. Известно, что в ноябре 2008 года очередной выпуск школы прапорщиков составил 36 человек, однако, несмотря на очередной объявленный набор, вскоре поступили сообщения о закрытии школы прапорщиков. С июня 2009 года в центре началась подготовка сержантов. В июне 2012 года центр переехал в Омск на базу Омского филиала Военной академии тыла и транспорта имени генерала армии А. В. Хрулёва. Именно туда были перевезены многие учебные пособия, оборудование и техника. Казармы, учебные корпуса и другое имущество, ранее принадлежавшее УВВАКУ, были переданы на баланс части, расквартированной на месте училища — 70-й отдельной гвардейской мотострелковой бригаде (командир А. В. Островский).
Помещения училища были задействованы и для проведения спортивных мероприятий. В частности, в 2012 году в стенах УВВАКУ прошло первенство 5-й армии по дзюдо, а автодром училища несколько раз использовался в качестве спецучастков этапа ралли «Тихий Океан». Там же проводились соревнования первого дня ежегодного ралли «Золотая осень».

## Память об училище

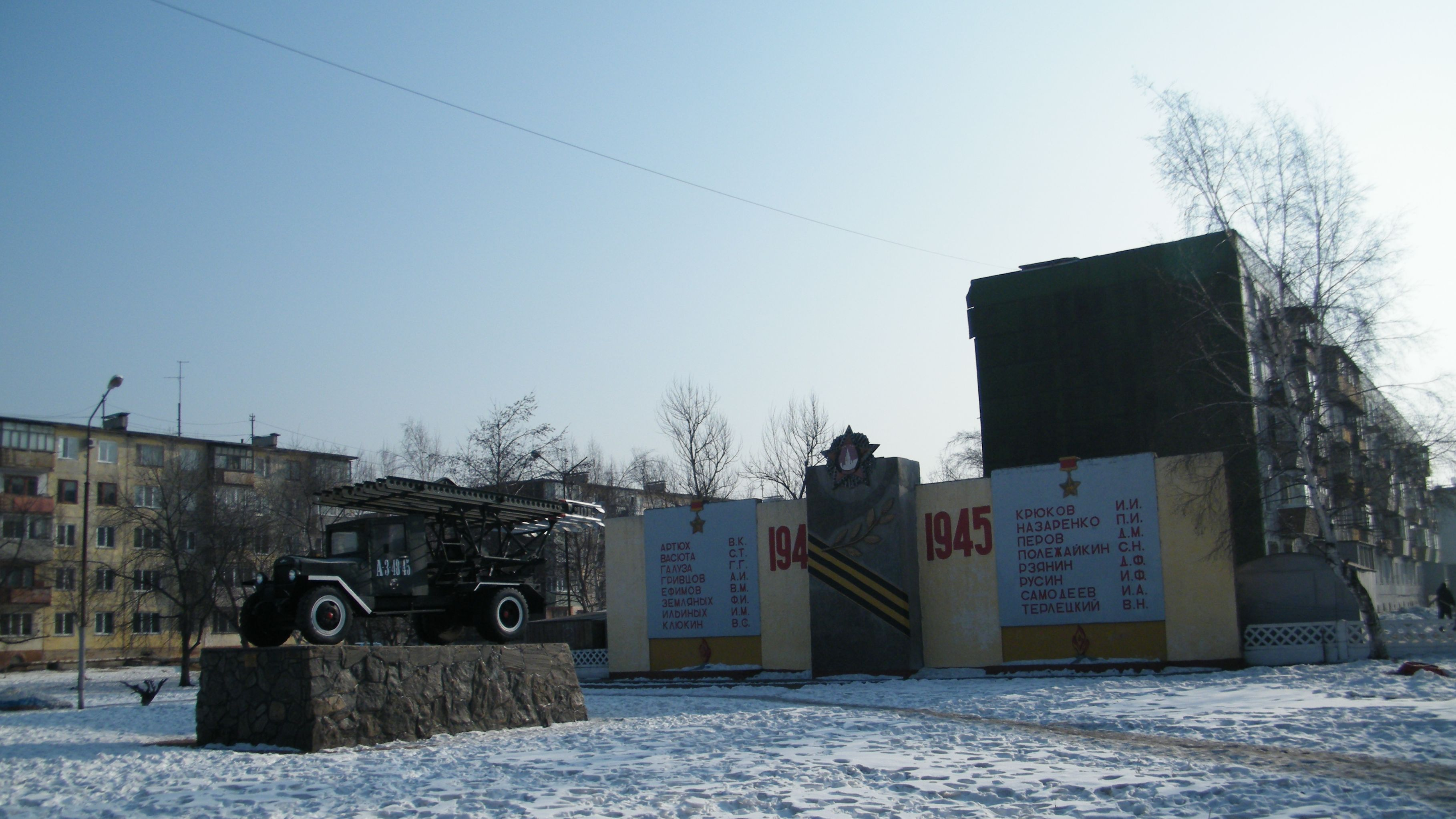
Стена памяти воинов-водителей — Героев Советского Союза. Имена на стене: Артюх В. К., Васюта С. Т., Галуза Г. Г., Гривцов А. И., Ефимов В. М., Земляных Ф. И., Ильиных И. М., Клюкин В. С., Крюков И. И., Назаренко П. И., Перов Д. М., Полежайкин С. И., Рзянин Д. Ф., Русин И. Ф., Самодеев И. А., Терлецкий В. Н.

### Памятники и музейный комплекс
В 1985 году в Уссурийске силами 3-го батальона был установлен памятник, посвящённый образованию УВВАКУ и водителям-дальневосточникам, удостоенным звания Героя Советского Союза. На постаменте этого памятника выбиты имена 16 водителей-участников Великой Отечественной войны, четверо из которых получили звание Героя Советского Союза ещё во время войны с Финляндией. На постаменте изначально стоял автомобиль ЗИС-5, который в годы войны прошёл путь от границы до порта Далянь. В дальнейшем на этот постамент была установлена реактивная установка БМ-13 «Катюша», которую в 2012 году убрали с постамента, установив там обычную пушку. Позже «Катюшу» удалось вернуть на постамент, а её торжественное открытие состоялось 28 мая 2017 года. Перед УВВАКУ также на постаменте был установлен гусеничный тягач МТ-ЛБ. В том же году усилиями того же 3-го батальона в конце аллеи на улице Кутузова был установлен монумент «Три штыка», символизирующий связь трёх поколений — красноармейцев, воевавших в Гражданской войны против Белого движения и иностранных интервентов в Приморье; участников Великой Отечественной войны; воинов-интернационалистов, воевавших в Афганистане.
В июне 2007 года был открыт памятник выпускникам УВВАКУ, погибших в Афганистане и Чечне, также известный под названием «Памятник выпускникам, погибшим в локальных войнах». Инициаторами установки памятника стали выпускники 2007 года: автором проекта выступил выпускник училища Павел Рай, решение об установке было принято совместно командованием училища и его выпускниками. Открытие памятника состоялось 12 июня 2007 года в присутствии командования училища и командования 5-й армии и городских властей. В 2012 году прошла церемония открытия обновлённой версии памятника с новой мраморной плитой, на которой были высечены имена погибших выпускников УВВАКУ. Со временем этот памятник стал разрушаться, и ветераны УВВАКУ решили отреставрировать памятник: помощь в реставрации оказало командование 70-й гвардейской отдельной мотострелковой бригады, расквартированной на месте бывшего училища. Обновлённый памятник был открыт осенью 2017 года, после завершения реконструкции. На мемориальной плите нанесены имена следующих 18 человек, погибших в Афганистане:
- майор Агапов А. А.
- старший лейтенант Баранов В. И.
- капитан Василенко С. В.
- лейтенант Гнусов С. Г.
- старший лейтенант Друдэ Э. Э.
- старший лейтенант Забобонин В. П.
- лейтенант Катаев В. А.
- подполковник Кеба С. П.
- майор Козловский К. Э.
- старший лейтенант Краснов А. Г.
- лейтенант Крутилин А. А.
- лейтенант Кушнир А. Б.
- капитан Литовченко Н. П.
- старший лейтенант Максимов А. Т.
- старший лейтенант Потапов С. М.
- подполковник Рабочий В. И.
- лейтенант Ушаков С. И.
- майор Юсупов Р. Т.

27 октября 2015 года в Уссурийске была торжественно открыта мемориальная стела с изображением символов училища на её основании — автомобилем ЗИЛ-157 и РСЗО БМ-21 «Град» с надписью «УВВАКУ от благодарных выпускников, командиров, преподавателей и жителей города Уссурийска». На гранитных плитах были перечислены основные вехи в истории училища, фамилии начальников и имена выпускников училища, в честь которых названы улицы. На вершине центральной колонны со стелой была установлена эмблема автомобильных войск, слева и справа от колонны — памятники в виде курсантского и офицерского погонов, на оборотной стороне каждого из памятников изображены прощание со знаменем и принятие присяги. Средства на создание мемориальной стелы были собраны из пожертвований, поступавших от выпускников училища.
В настоящее время действует музей УВВАКУ (улица Ленинградская, дом 12), обеспечением целости и сохранности которого занимается А. Ф. Кипрай, почётный председатель совета ветеранов училища (выпускник 1962 года, полковник в отставке). В фонды музея входят документы, фотографии, раритетные машины (в том числе БТР-40 и реактивный миномёт типа «Катюша»), а также памятная стела УВВАКУ и памятник выпускникам, погибшим в Афганистане и Чечне. Среди экспонатов музея есть и знамёна училища. Важную часть музея занимает доска почёта с выдающимися выпускниками, в том числе и теми, кто получил звание генералов. Осенью 2017 года в результате тайфуна территория училища была затоплена, и средства на ремонт строений (в том числе музея УВВАКУ) выпускники собирали по всей стране.

### Выпускники и ветераны училища
Выпускники УВВАКУ в дальнейшем неоднократно проводили торжественные встречи и собрания: 12 июня 2009 года состоялась встреча выпускников 1969 года, а 24 июня состоялась встреча выпускников 1979 года. 23 февраля 2013 года в офицерском клубе «Девять грамм» состоялась встреча, приуроченная к 65-летию со дня образования училища. Всем присутствовавшим на ней выпускникам УВВАКУ были вручены экземпляры книги «Прерванный марш» об истории училища. Одна из улиц Уссурийска названа в честь УВВАКУ; также в городе есть улицы, названные в честь погибших в Афганистане выпускников училища — Андрея Кушнира и Сергея Ушакова. В 2000 году перед зданием управления училища был открыт монолит с мемориальными досками, на которых были перечислены основные вехи в истории училища (в том числе его исторических наименований), имена его начальников и имена выпускников, в честь которых были названы улицы в Уссурийске.
Своё несогласие с решением о расформировании училища выражали и члены Совета ветеранов УВВАКУ, и выпускники училища, и многие жители Дальнего Востока. В ходе реформирования Вооружённых сил РФ были ликвидированы не только УВВАКУ, но и Рязанское и Челябинское военные автомобильные училища, и в стране из военных автомобильных училищ остался автомобильный факультет Омского автобронетанкового инженерного института. Военнослужащие и ветераны считали подобные меры по сокращению учебных заведений ошибочными. В 2022 году во время празднования 75-летия со дня образования училища прозвучали публичные заявления о возможности восстановления УВВАКУ, а в 2024 году Совет ветеранов УВВАКУ направил на имя президента России В. В. Путина и высшего руководства страны открытое письмо с просьбой восстановить училище.

## Комментарии
1. ↑  Защита состоялась в 1979 году в Ленинграде в Военной ордена Ленина академии тыла и транспорта[32].
2. ↑  Подобная традиция есть во многих военных вузах Российской Федерации: в некоторых вузах выпускники подбрасывали с этими криками не только монеты, но и фуражки[37][38].